# Гимназия № 1 (Ульяновск)
Гимназия № 1 имени В. И. Ленина — областное государственное бюджетное общеобразовательное учреждение. Гимназия № 1 является старейшим учебным заведением города Ульяновска.

## История
История гимназии начинается с Главного народного училища, которое было основано в Симбирске по Указу Екатерины II в 1786 году.
В 1809 году Главное народное училище было преобразовано в Симбирскую губернскую мужскую гимназию.
Из-за того что к 1871 году Симбирская гимназия была переполнена — при норме в 200, в ней обучалось более 400 человек, в располагавшуюся напротив здание Симбирской городской управы (ныне музыкальное училище имени Гали Шадриной), на первом этаже этого здания арендовали для размещения младших классов часть здания для гимназии.
19 ноября 1864 года гимназия преобразована в Симбирскую классическую гимназию.

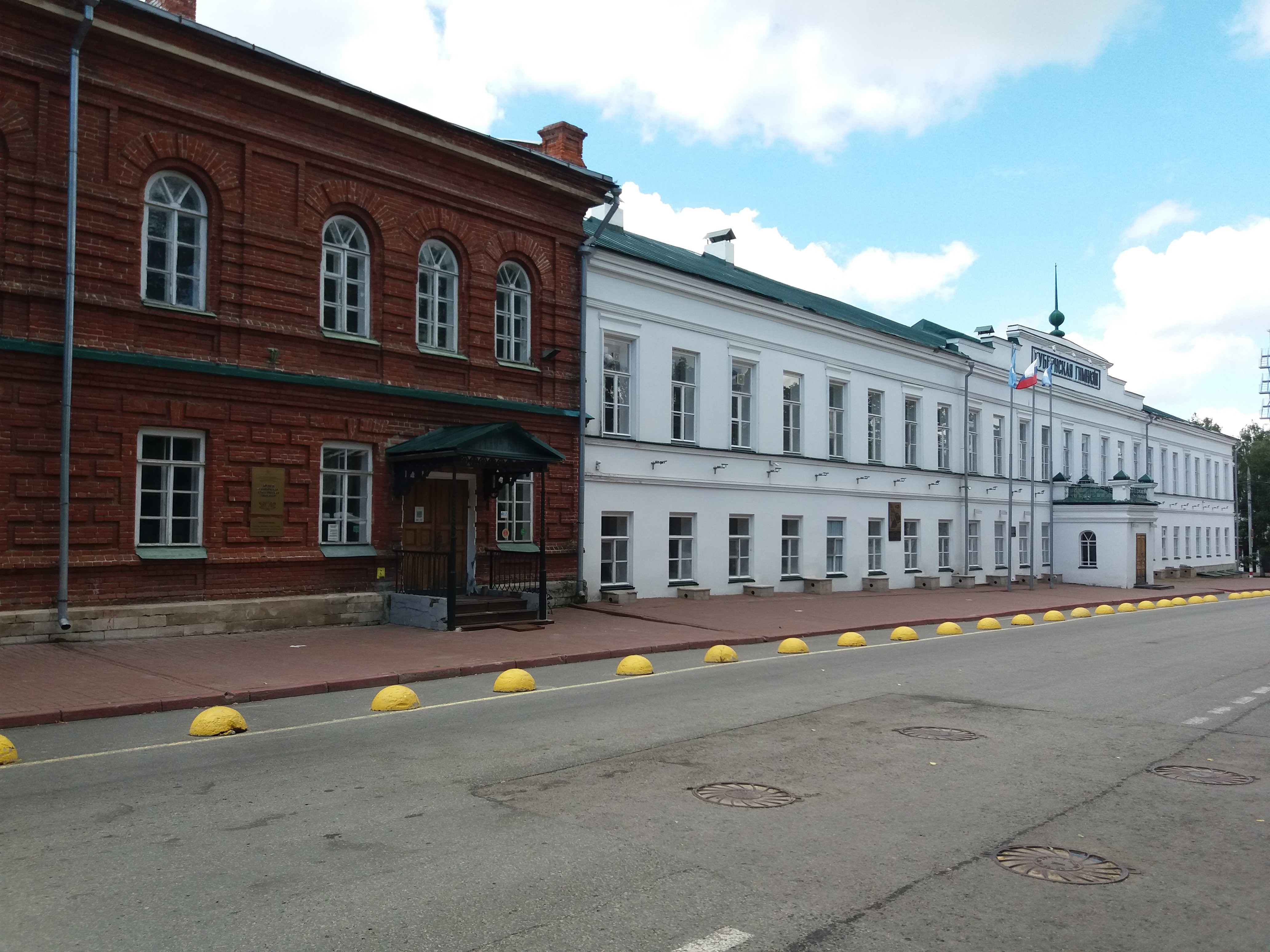
Здание Гимназии № 1 для учащихся 1-3-х классов (ул. Спасская, 18, г. Ульяновск).

В 1911 году, после открытия в Симбирске Второй мужской гимназии, Симбирская губернская мужская гимназия получила литер «Первая» и стала называться — Первая Симбирская мужская гимназия.
После Октябрьской революции 1917 года в России была проведена реформа школьного образования. В 1918 году Первая Симбирская мужская гимназия сделала свой последний 102 выпуск.
Преемником гимназии стала Первая пролетарская трудовая школа имени К. Маркса (с 1924 года — Первая ульяновская мужская школа имени К. Маркса), которая размещалась в различных зданиях в центре города (в 1920—30-х годах — в здании Гимназии Т. Н. Якубович размещалась 1-я школа 2-й ступени, а 1-й ступени — в бывшем доме борона Х. Г. Штемпеля, на Покровской улице, в 1930—40-х годах — школа располагалась в 2-х этажном деревянном здании по ул. Труда, ныне Дмитрия Ульянова, чуть пониже гарнизонного Дома офицеров, ныне утрачена). А в здании бывшей гимназии с 1919 по 1943 гг. разместилась 2-я Симбирская советская школа 1 и 2-й ступени имени В. И. Ленина. Здание 1-й школе было возвращено в 1943 году, к занятиям приступили в 1944 году.
В 1945 году Первая мужская школа по просьбе учителей и учащихся получила имя своего самого известного выпускника — В. И. Ленина.
С введением совместного обучения мальчиков и девочек в 1955 году школа получила новое наименование «Средняя школа № 1 имени В. И. Ленина».
30 сентября 1966 году Указом Президиума Верховного Совета СССР «за успехи в обучении детей, большую и разностороннюю работу по воспитанию подрастающего поколения на примере жизни и деятельности В. И. Ленина средняя школа № 1 имени В. И. Ленина награждена орденом Ленина». Школа стала называться «Ордена Ленина школа № 1 имени В. И. Ленина».
В 1968 году, по совместному решению областного комитета КПСС и областного Совета народных депутатов, началось строительство нового здания, открытие которого состоялось 6 сентября 1970 года. В новом учебном корпусе стали обучаться учащиеся с 5 по 11 классы. В старом здании остались учиться младшие школьники.
С 1969 года в школе № 1 начал действовать «Клуб интернациональной дружбы» (КИД) «Меридиан».
16 апреля 1970 года школу № 1 посетил Генеральный секретарь ЦК КПСС, Председатель Президиума Верховного Совета СССР Леонид Ильич Брежнев.
1 сентября 1970 года открыла двери новое здание ордена Ленина средней школы № 1 имени В. И. Ленина. Архитектор Р. Дрогицкий, скульпторы: И. Рукавишников, А. Федотова, художник И. Бережной.
В 1971 году, во дворе нового корпуса Ульяновской школы № 1 имени В. И. Ленина, был установлен бюст Володи Ульянова-гимназиста. Авторы — скульпторы А. Н. Филиппова, И. М. Рукавишников, архитектор Р. Я. Дрогицкий.
Учащиеся школы № 1 неоднократно становились победителями ежегодной военно-спортивной игры «Ульяновец».
В апреле 1986 года к зданию школы № 1 был перенесён памятник Карлу Марксу.
22 апреля 1990 года был создан музей «Симбирская губернская гимназия», где учился В. И. Ульянов (Ленин), а само здание вошло в структуру Государственного историко-мемориального музея-заповедника «Родина В. И. Ленина».
1 сентября 1990 года, решением Ульяновского областного совета народных депутатов от 05.06.1990 г. № 228 «О создании гимназии в г. Ульяновске», средняя школа № 1 имени В. И. Ленина г. Ульяновска преобразована в школу-гимназию.
5 октября 2006 года, во Всероссийский День учителя, состоялось торжественное открытие «Аллеи славы учителей Ульяновской области», во дворе старого корпуса гимназии и департамента образования. А 6 октября 2007 года состоялось торжественное открытие монумента на Аллее Славы ульяновских учителей.

## Гимназия сегодня

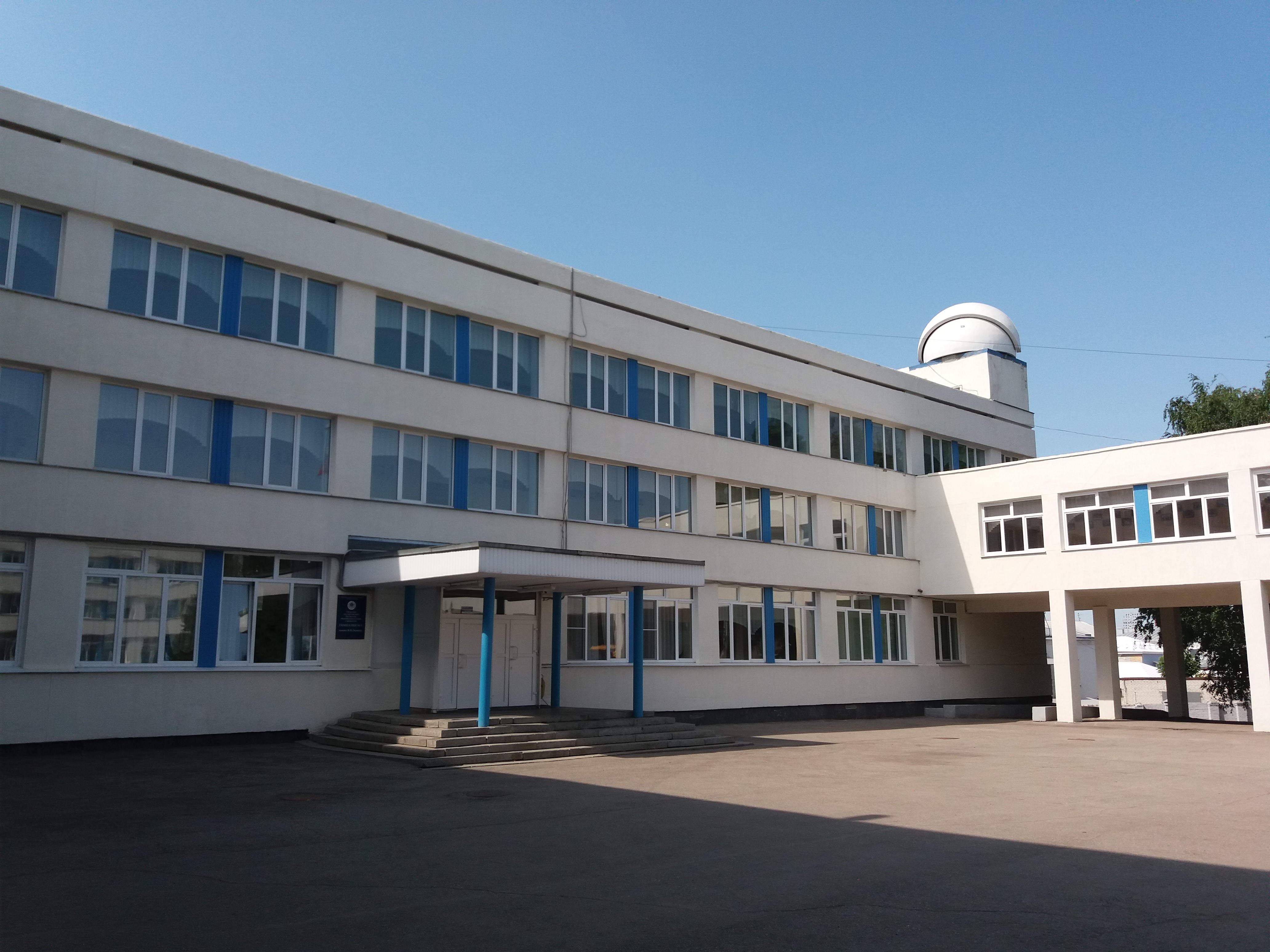
Во дворе гимназии.

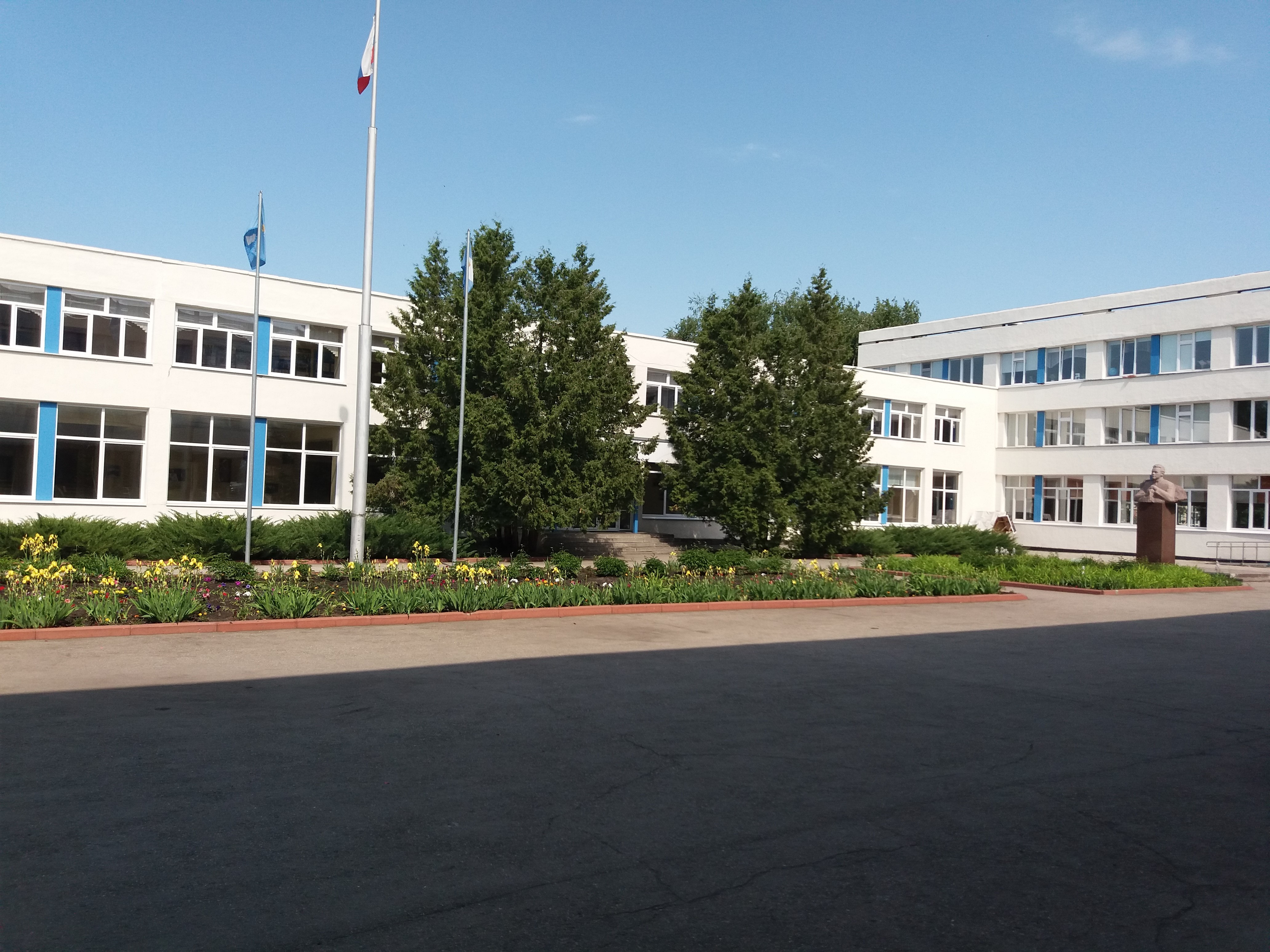
Во дворе гимназии.

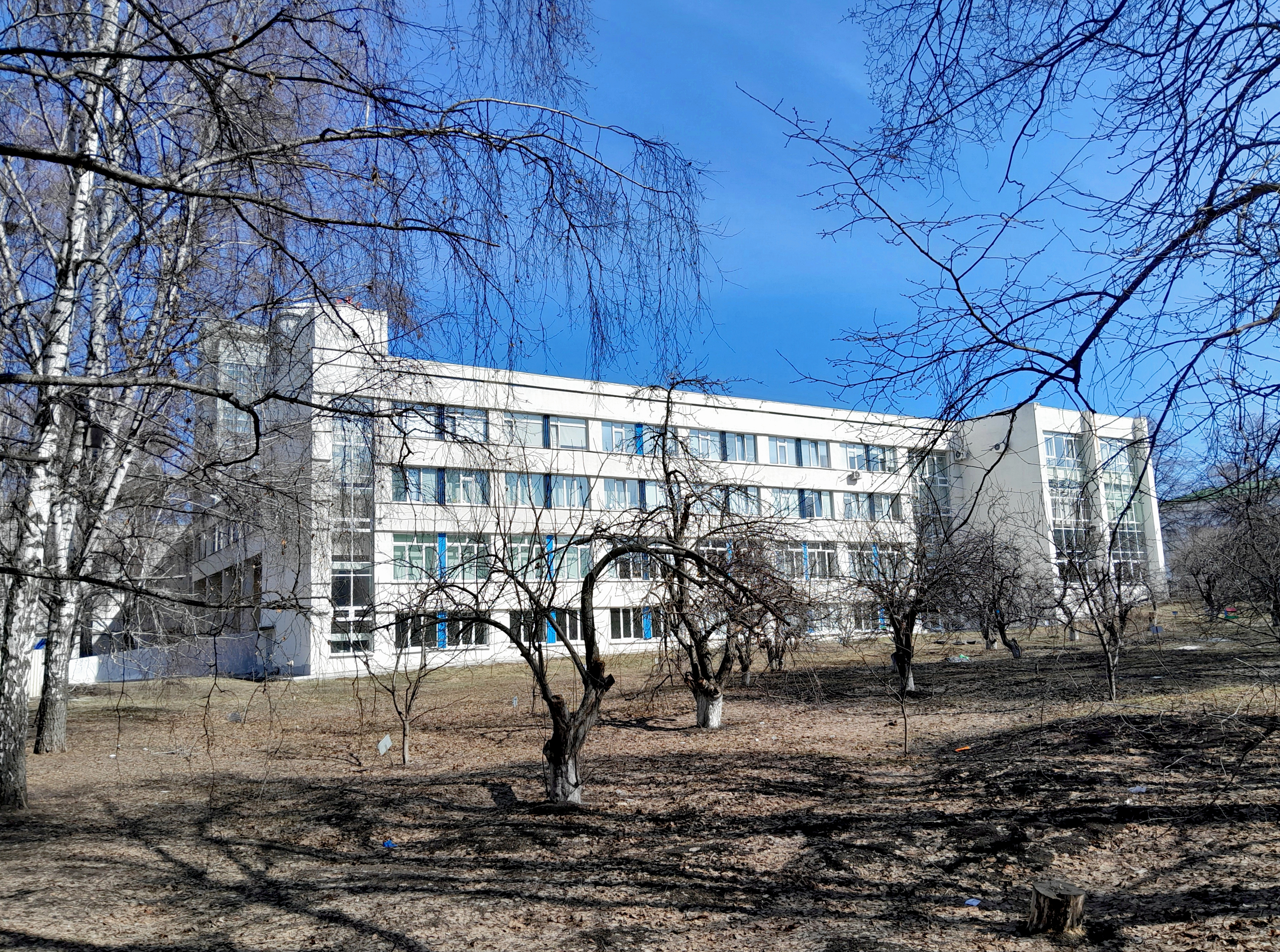
Фасад гимназии.

В настоящее время гимназия располагается в двух зданиях: учебный корпус для учащихся 1-3-х классов находится в здании бывшей Симбирской губернской гимназии, построенном в 1790 г. (ул. Спасская, 18) и учебный корпус, где обучаются учащиеся с 4 по 11 классы, построен в 1970 г. (ул. Спасская, 15).
С 1999 года гимназия имеет статус «Федеральная экспериментальная площадка».
С 2007 года она является победителем приоритетного национального проекта «Образование»;
В 2011 году гимназия вошла в число победителей регионального конкурса в номинации «Одарённые дети» и получила грант в размере 2 млн рублей. Гимназия является базовой школой — ресурсным центром, осуществляющей профильную подготовку учащихся на старшей ступени обучения (технологический, естественно-научный, гуманитарный и социально-экономический профили).
С 2012 года гимназия принимает участие в областной Программе развития инновационных проектов в статусе экспериментальной площадки по теме «Межпредметные связи филологических дисциплин как условие формирования гражданской идентичности школьников».

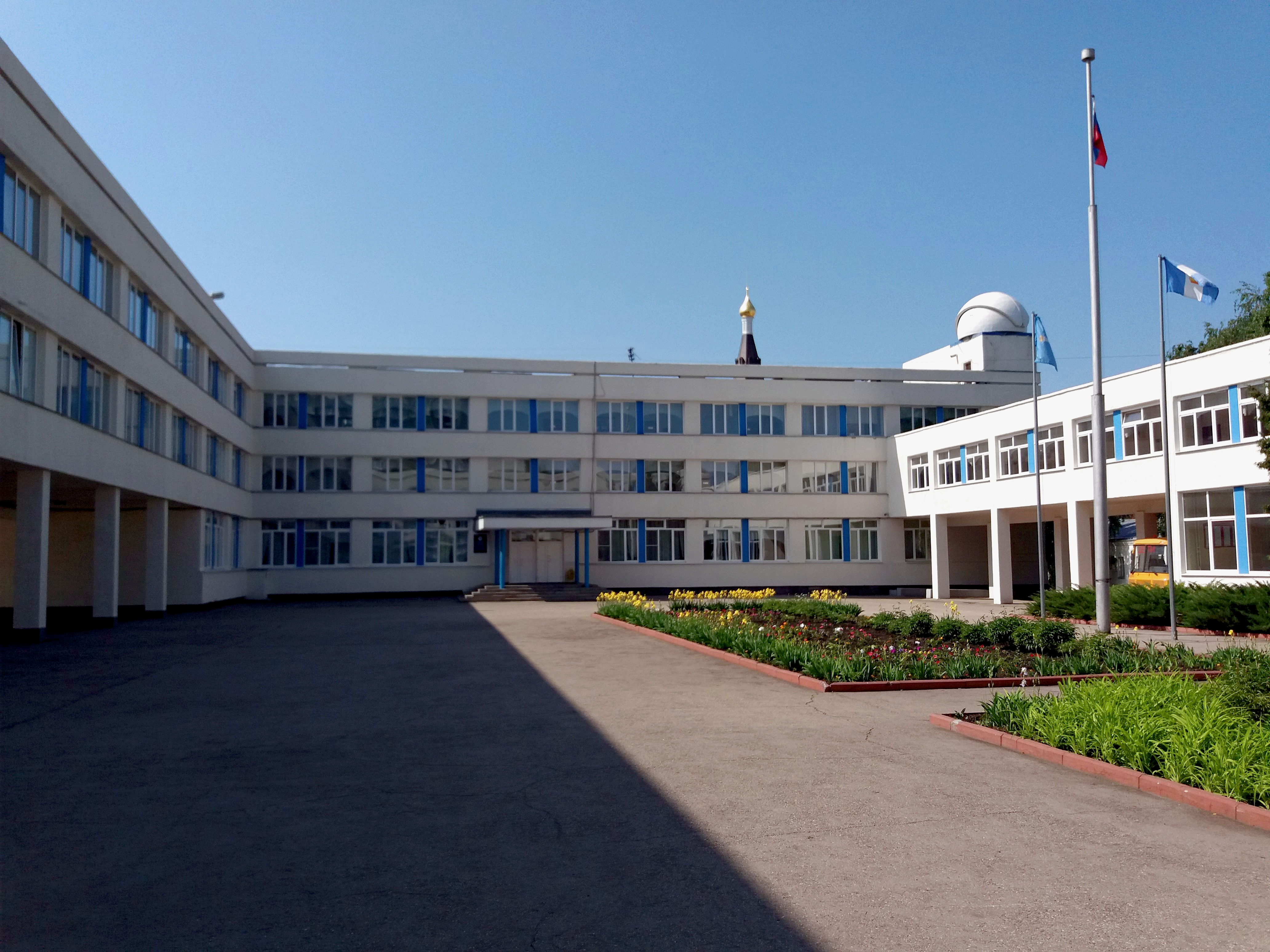
Во дворе гимназии.

Фасад гимназии.

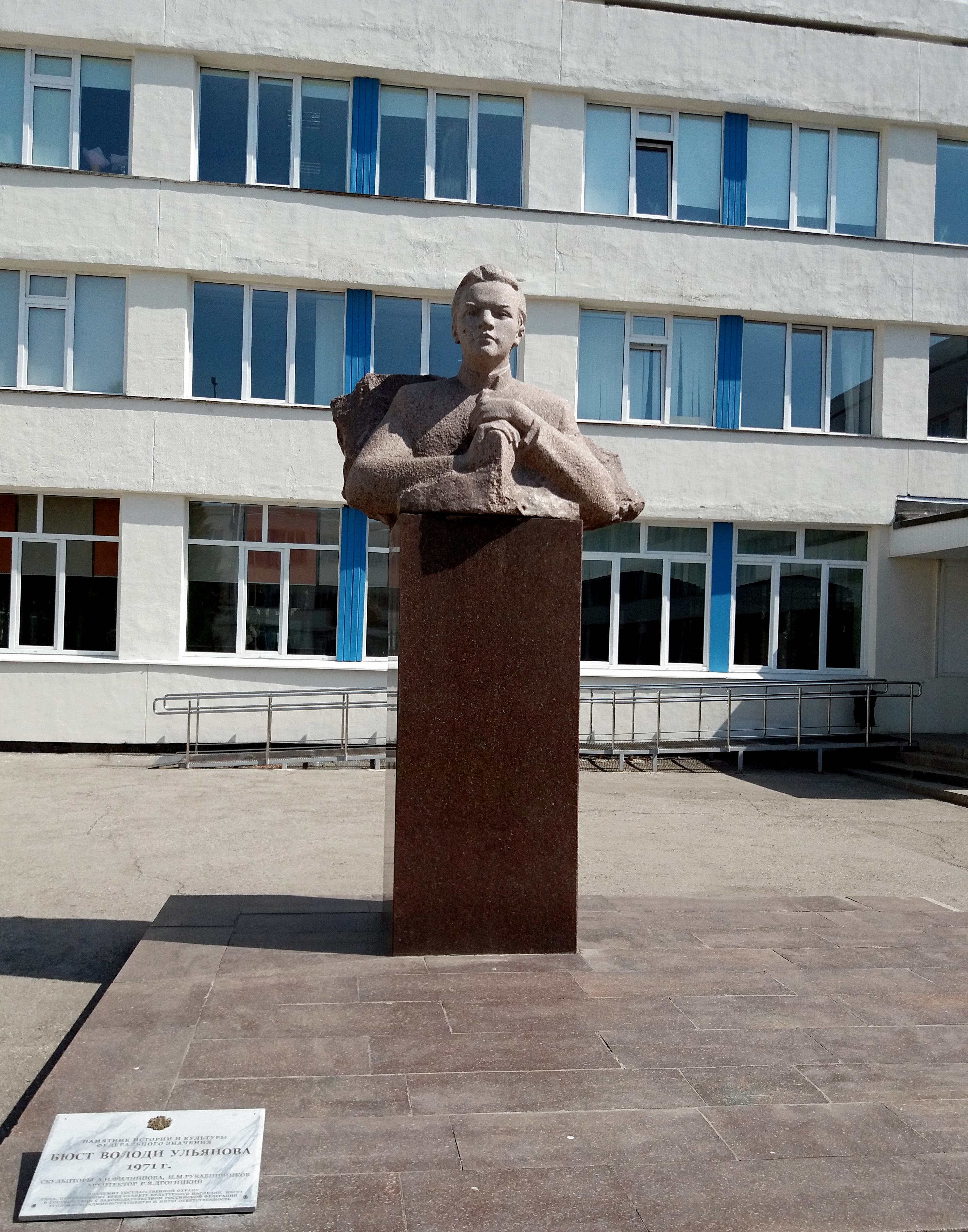
Бюст Володи Ульянова.

Гимназия № 1 имени В. И. Ленина сегодня по праву входит в число лучших инновационных образовательных организаций Ульяновской области. На счету гимназии победы в муниципальных, региональных и всероссийских конкурсах «Здоровая школа», «Школа — ресурсный центр» «100 лучших школ России». Гимназия — пятикратный победитель конкурса общеобразовательных учреждений «Топ 500 лучших школ России». Третий год подряд Гимназия № 1 входит в «ТОП-25» лучших школ Ульяновской области. Гимназия входит в ТОП-100 общеобразовательных организаций, обеспечивающих высокий уровень подготовки выпускников по математическому и естественно-научным профилям.
В 2018 году Гимназия № 1 вошла в ТОП-300 школ России, выпускники которых поступают в ведущие ВУЗы страны.
Гимназия № 1 имени В. И. Ленина — Пилотная площадка — опорная школа Ульяновского регионального отделения Общероссийской общественно-государственной детско-юношеской организации «Российское движение школьников».
При поддержке Министерства образования Ульяновской области гимназия успешно реализует инновационные программы «Одаренные дети», «Здоровье», «Информатизация образования», «Профессиональное самоопределение учащихся». Учебное заведение является пилотной площадкой по внедрению федеральных государственных образовательных стандартов второго поколения. Принимает участие во Всероссийских олимпиадах школьников.
Учащиеся гимназии многократно становились победителями и призёрами на традиционной областной легкоатлетической эстафете на приз газеты «Ульяновская правда».

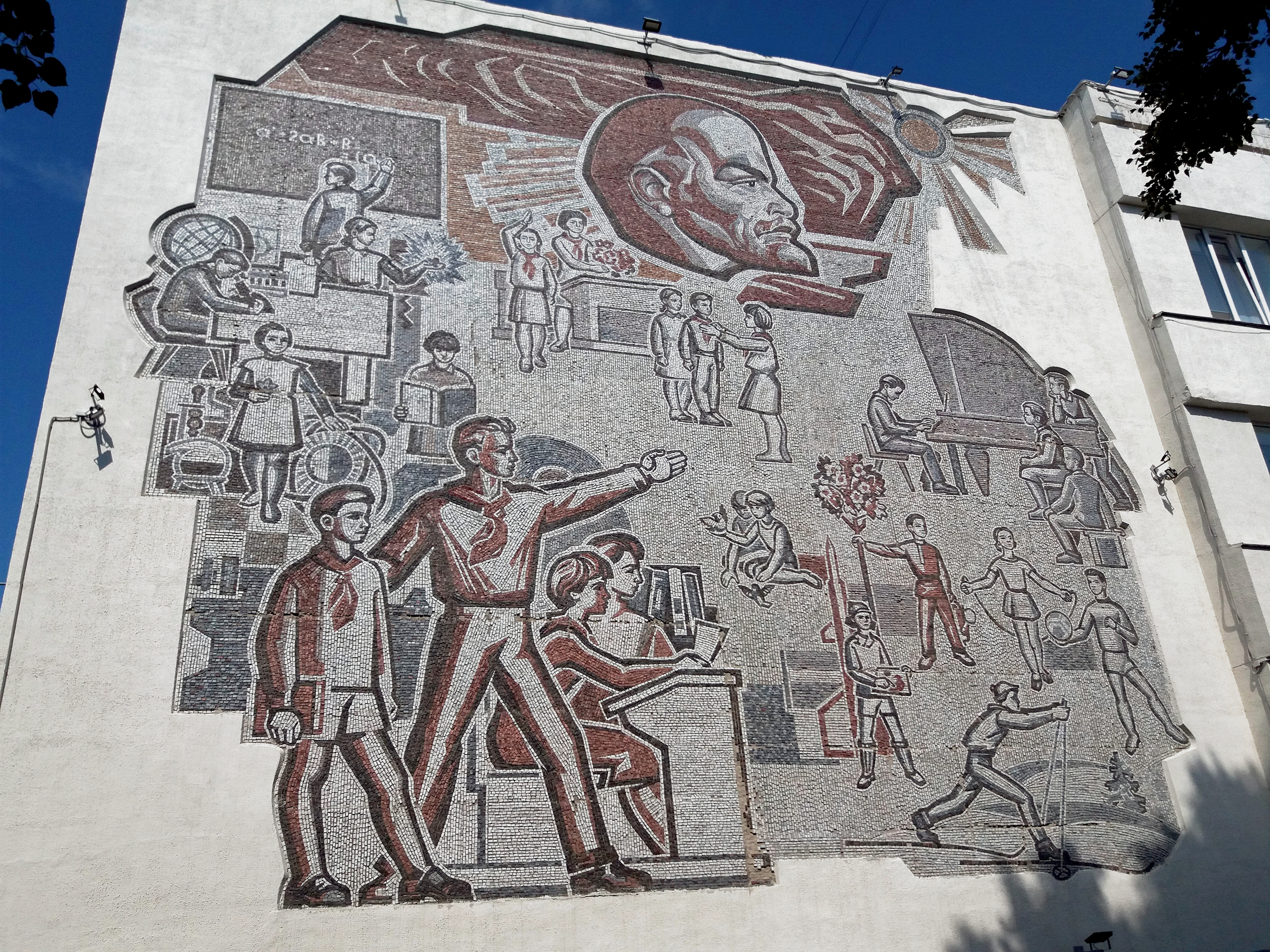
Панно «Вперёд !» на фасаде гимназии.

С сентября 2015 года в МБОУ «Гимназия № 1» создан школьный спортивный клуб «Олимп» — организация учителей, учащихся и родителей, способствующая развитию физической культуры и спорта в школе и за её пределами.
14 апреля 2017 года на старом здании гимназии в торжественной обстановке была открыта памятная доска посвящённая Владимиру Ильичу Ульянову-Ленину и Александру Фёдоровичу Керенскому.
5 декабря 2017 года в Гимназии № 1 состоялось торжественное открытие музея «Школа имени Ленина».

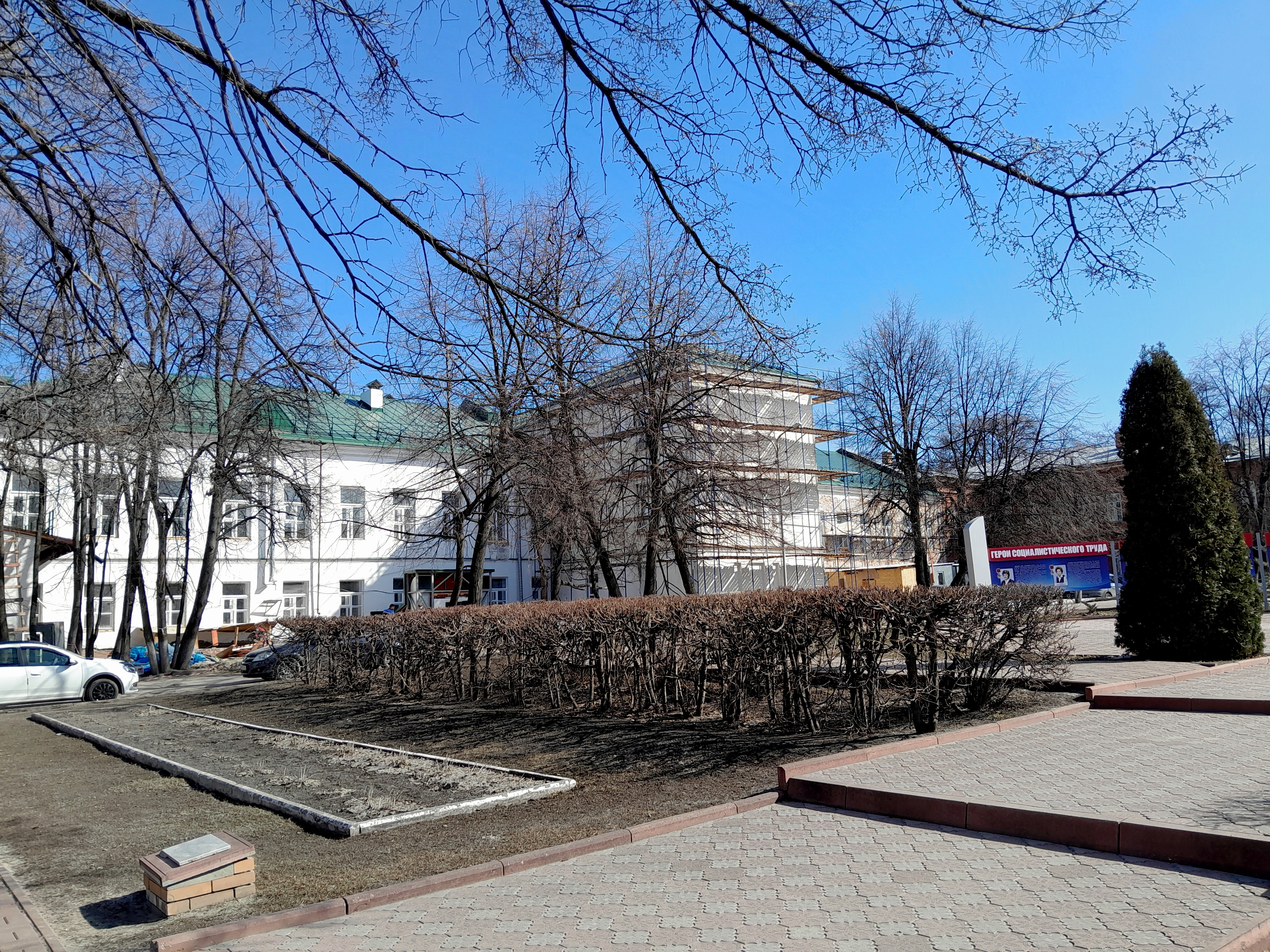
Ремонт старого корпуса Гимназии № 1 (2025).

2 июня 2019 года для учащихся гимназии № 1 была организованна первая экскурсия на экологической тропе «По следам сурка» в национальном парке «Сенгилеевские горы».
С 2019 года гимназия является «Базовой школой РАН».
С 26 августа 2020 года муниципальное бюджетное общеобразовательное учреждение города Ульяновска «Гимназия № 1 имени В. И. Ленина» переименовано в областное государственное бюджетное общеобразовательное учреждение «Гимназия № 1 имени В. И. Ленина» на основании распоряжения Министерства цифровой экономики и конкуренции Ульяновской области от 10.08.2020 г. № 432-р.
1 сентября 2020 года торжественно открыли отреставрированную обсерваторию.
23—28 марта 2021 года в УлГПУ имени И. Н. Ульянова прошла XXI Всероссийская олимпиада школьников по истории, на которой учащиеся гимназии приняли участие.
Учащиеся гимназии становились призёрами Всероссийской гуманитарной телевизионной олимпиады «Умницы и умники».
Учащиеся гимназии участвуют в молодёжных Дельфийских играх России.
Учащиеся гимназии становились призёрами во Всероссийской олимпиаде школьников по английскому языку.
11 октября 2022 года Вольным экономическим обществом России при участии Международного союза экономистов организовала ежегодную образовательную акцию «Всероссийский экономический диктант», а Гимназии № 1 стала её региональной площадкой.
В 2024 году в историческом здании гимназии, которому перевалило за 200 лет, начался капитальный ремонт по федеральной программе.
С 25 сентября 2024 года на площадке гимназии № 1 имени В. И. Ленина проходят мотивационные встречи в рамках трека «Знание. Спорт» Российского общества «Знание». 

## Известные преподаватели
- См. также: Известные преподаватели гимназии
- Николай Васильевич Сёмин — Народный учитель СССР (1980), Почётный гражданин Ульяновской области (1997), директор школы с 1963 по 1981 год [57].
- Софьина Валентина Ивановна — Заслуженный учитель школы РСФСР[58], Почётный гражданин Ульяновской области (1998)[57].
- Тейтельман Владислав Семёнович — Заслуженный учитель школы РСФСР[58][59], Соросовский учитель[60][61].
- Каторгина Лидия Ивановна — Заслуженный учитель школы РСФСР[58][62].
- Шемырева Вера Ивановна — Заслуженный учитель Российской Федерации[58][63].
- Тупицына Екатерина Федоровна — Заслуженный учитель школы РСФСР (1949)[64].
- Синицына Людмила Евлампиевна — выпускница школы № 1, Заслуженный учитель РФ, директор школы с 1985 по 1990 г.[36]
- Ставский Сергей Александрович — Заслуженный учитель РФ, кандидат педагогических наук, директор гимназии с 1993 по 2013 г.[36]
- Касатка Лариса Павловна — учитель математики, Почётный работник сферы образования Российской Федерации, 2022; Занесена на Доску Почёта "Аллея Славы учителей Ульяновскоё области", 2022 год[65][66].
- Барашков Венедикт Фёдорович — учёный по топонимике, профессор, преподавал русский язык и литературу в школе № 1[67].
- Клоков Алексей Александрович — Заслуженный учитель РФ, с 2013 по 6.09.2024 г. работал директором Гимназии № 1 имени В. И. Ленина[68][69].
- Корнилин Андрей Робертович — Заслуженный учитель РФ, с 16.09.2024 —  директор Гимназии[70][71][72].

## Известные выпускники
- См. также: Известные выпускники гимназии
- Петров Евгений Степанович — советский кинорежиссёр. В 1922 году окончил трудовую пролетарскую школу им. К. Маркса[73].
- Дедюхин Борис Васильевич — советский и российский прозаик, журналист, член Союза писателей России, окончил среднюю школу № 1 в 1948 году[74].
- Золотусский Игорь Петрович — российский историк литературы. В 1949 году с серебряной медалью окончил «Первую мужскую школу имени В. И. Ленина».
- Белоусова Людмила Евгеньевна — советская фигуристка, двукратная олимпийская чемпионка, училась в школе с 1 по 3 класс[75].
- Соколов Вадим Александрович — советский и российский театральный актёр, народный артист РСФСР, учился в школе[76].
- Егуткин Аркадий Ефимович — художник, график, скульптор, журналист, педагог, Народный художник России (2011), учился в 1-й мужской школе им. Ленина[77][78].
- Николай Петрович Облезин — непрофессиональный художник, выпускник 1-й мужской средней школы имени В. И. Ленина, 1954[79][80][81].
- Анатолий Зыков (1940—1969) — космонавт СССР. Погиб в результате катастрофы планера «Бланка» на Северном Кавказе, выпускник школы № 1 с золотой медалью[82][83].
- Салахов Мякзюм Халимулович — президент Академии наук РТ, в 1968 году окончил школу № 1[84].
- Разумовский Дмитрий Александрович — Герой Российской Федерации, окончил среднюю школу №1[85].
- Устимова Вероника Игоревна — российская актриса кино и телевидения, училась в первой гимназии[86].

## Факты
- В здании гимназии, где была квартира и жила семья Керенских, в 1881 году родился Александр Керенский — Председатель Временного Правительства, глава Российского государства в 1917 году[87][88].
- В 1919 году из комсомольцев школы, многим из которых не исполнилось ещё и 16 лет, был сформирован взвод, который вошёл в состав 1-го Симбирского рабочего полка. Командиром был назначен уездный комиссар Иван Сергеевич Космовский. Полк погиб в неравном бою с белоказаками в июле 1919 г. у хутора Парамоново (существовал до 1920 г, находился на границе с Ташлинским районом, в 8 км от посёлка Дружный). За бои под хутором Парамоново, 1-й Симбирский полк был награждён Почётным революционным Красным Знаменем. На месте сожжённого хутора Парамонов стоит стела, а в посёлке Рубежинский в честь героев-симбирцев воздвигнут обелиск[89].
- Одно время в здании бывшей «Симбирской первой мужской гимназии» было размещено Управление госбезопасности[90].
- Со 2 февраля 1919 года и до начала 1920-х годов, в аудитории школы имени Карла Маркса, по воскресеньям, размещался Институт международного языка эсперанто[91].
- С 1922 по 1939 год в здании гимназии размещался Ульяновский рабочий факультет им. В. И. Ленина[19][92].
- В 1939 году в здании гимназии размещалась Ульяновская фармацевтическая школа, ныне — Ульяновский фармацевтический колледж[93].
- С июня 1940 по май 1941 года в здании школы размещался штаб формирующейся дважды орденоносной 154-й стрелковой дивизии / 47-я гвардейская стрелковая дивизия, которая прошла путь от Волги до Берлина.
- С 1942 по 1943 гг. в историческом здании гимназии № 1 базировался штаб Волжской военной флотилии. 3 февраля 2018 года состоялось торжественное открытие мемориальной доски в честь моряков Волжской военной флотилии, участвующих в Сталинградской битве[94][95].
- 6.10.2006 г., в Международный день учителя, во дворе старой гимназии, торжественно открылась областная «Аллея славы учителей Ульяновской области»[96][97][98][99], а в 2007 году на Аллее был открыт памятник учителю[100].
- 14.04.2017 г. на старом корпусе гимназии открыли доску в честь Керенского и Ленина (автор — московский скульптор Денис Стритович)[101].

## Гости гимназии
В Советское время, каждое высокопоставленое лицо, приезжавший в город, посещало школу № 1. Так в разное время школу посетили: Генеральный секретарь ЦК КПСС Л. И. Брежнев (16.04.1970); Первый секретарь ЦК МНРП, Председатель Совета Министров МНР Юмжагийн Цеденбал (29.10.1970); председатель Совета Министров РСФСР Михаил Сергеевич Соломенцев (22.05.1973); член Политбюро ЦК КПСС, секретарь ЦК КПСС Суслов Михаил Андреевич (10.06.1975); глава ГДР Эрих Хонеккер (8.10.1975); глава Народной Республики Болгарии Тодор Живков (3.06.1977); президент Финляндской республики Урхо Калева Кекконен (6.11.1977); первый секретарь ЦК КП Азербайджанской ССР, будущий президент Азербайджана Гейдар Алиев (1977); первый секретарь Социалистической партии Франции, будущий президент страны, Франсуа Миттеран (1977); Председатель Совета Министров СССР А. Н. Косыгин (14.07.1978); президент ЧССР Густав Гусак (3.06.1982); председатель Совета Министров Венгерской Народной Республики Дьёрдь Лазар (1.03.1986). Кроме первых лиц государств, гостями школы были: известные артисты, космонавты, писатели, военачальники и другие общественные деятели.

## Галерея

Мемориальная доска на здании гимназии.
Мемориальная доска на здании гимназии.
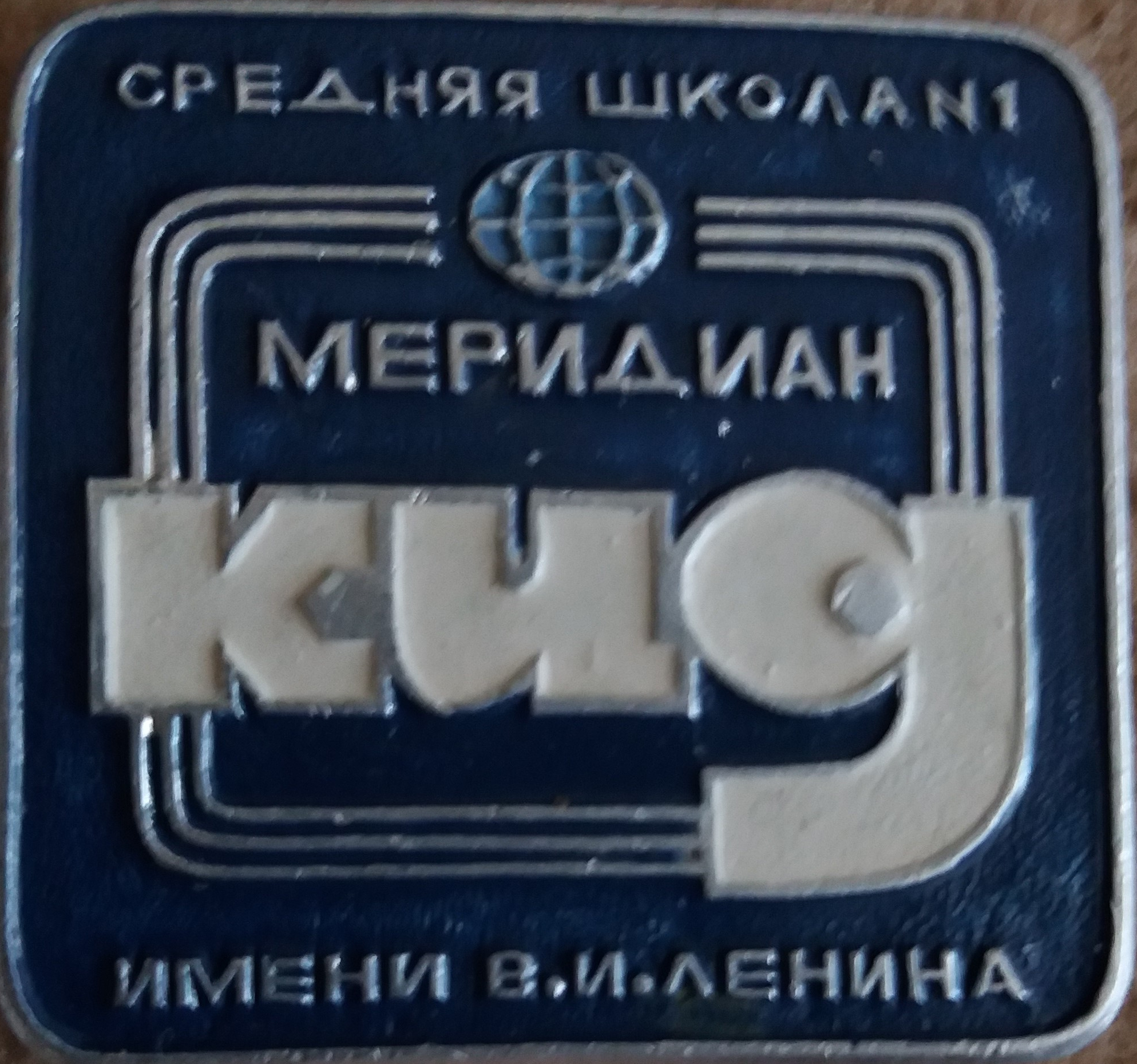
Значок - КИД "Меридиан" школа № 1.
Табличка на музее "Симбирская классическая гимназия".
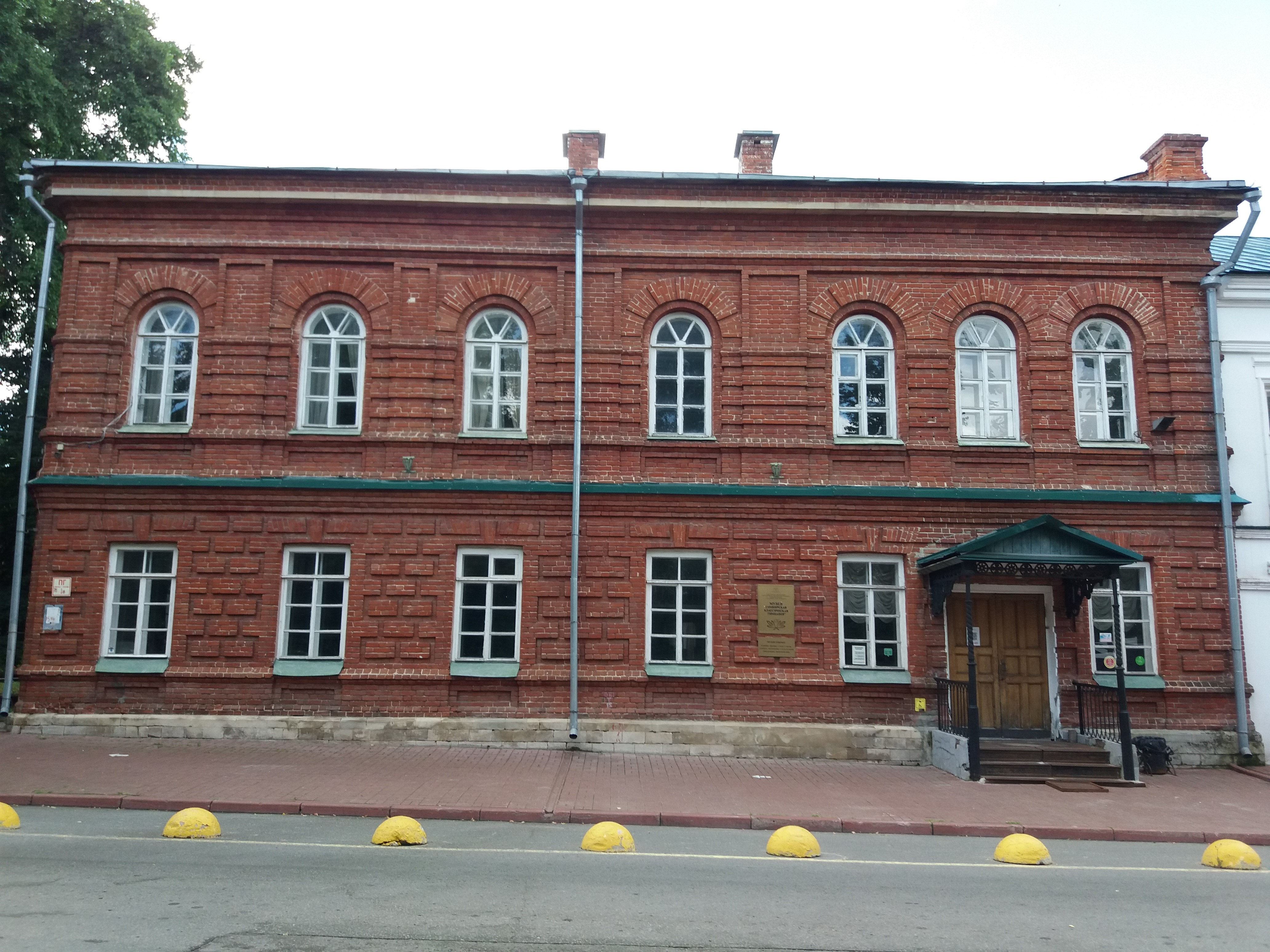
Музей "Симбирская классическая гимназия".
Мемориальная табличка на здании гимназии 154-й стрелковой дивизии.
Памятник Карлу Марксу у здания гимназии.
Памятный знак И. Н. Ульянову на Аллеи славы учителей.
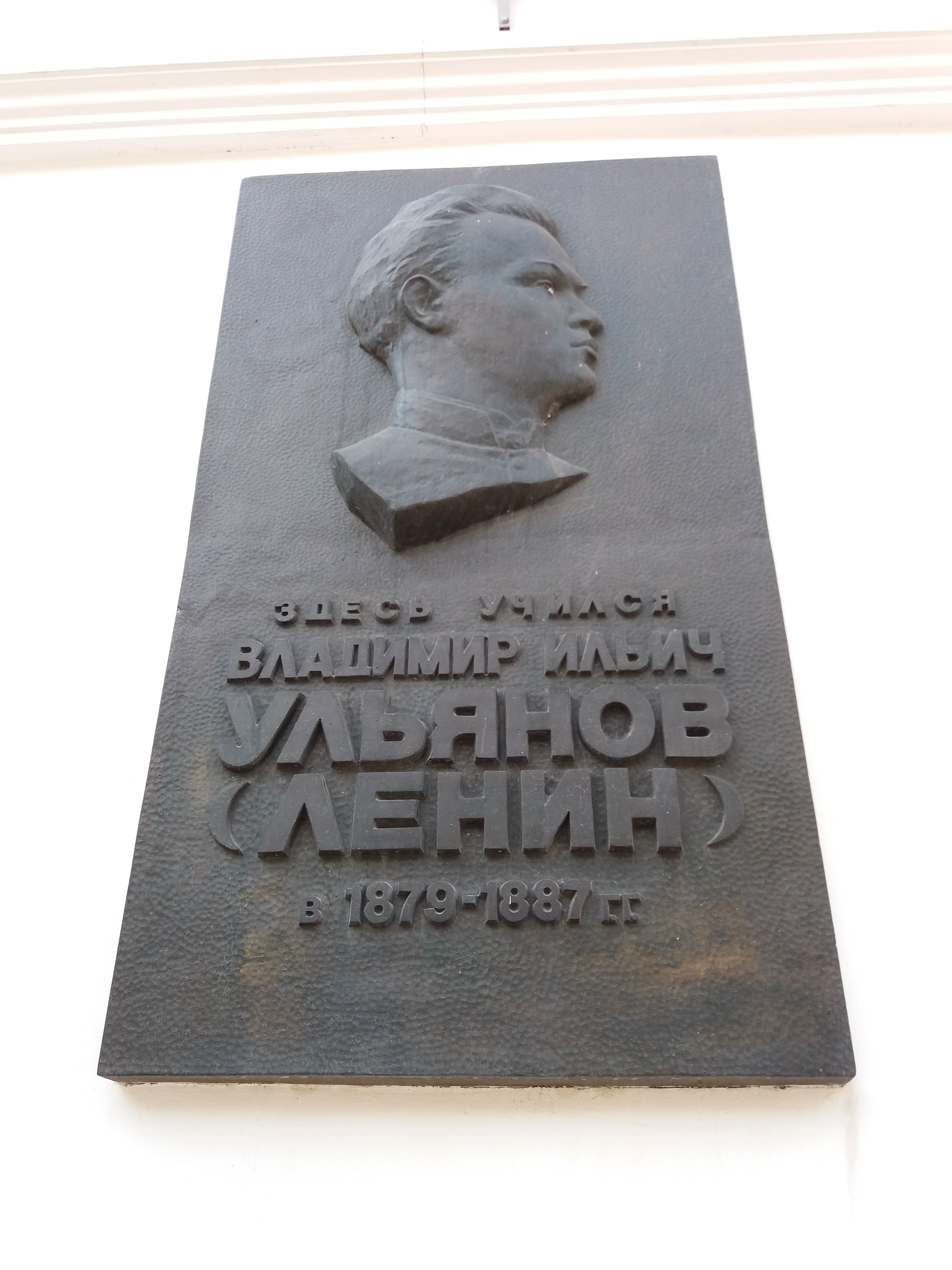
Мемориальная доска Владимиру Ульянову.
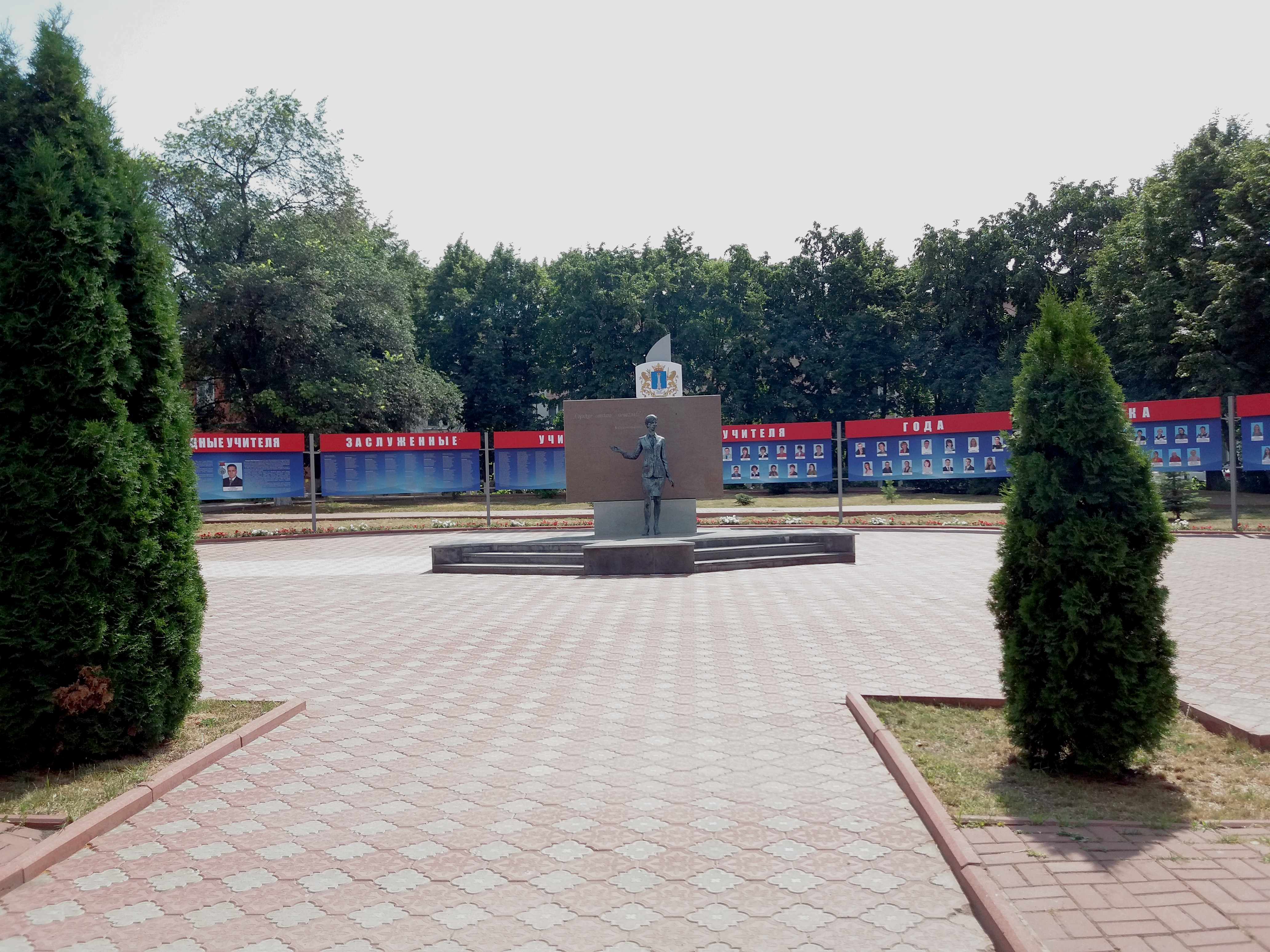
Аллея славы учителей Ульяновской области.
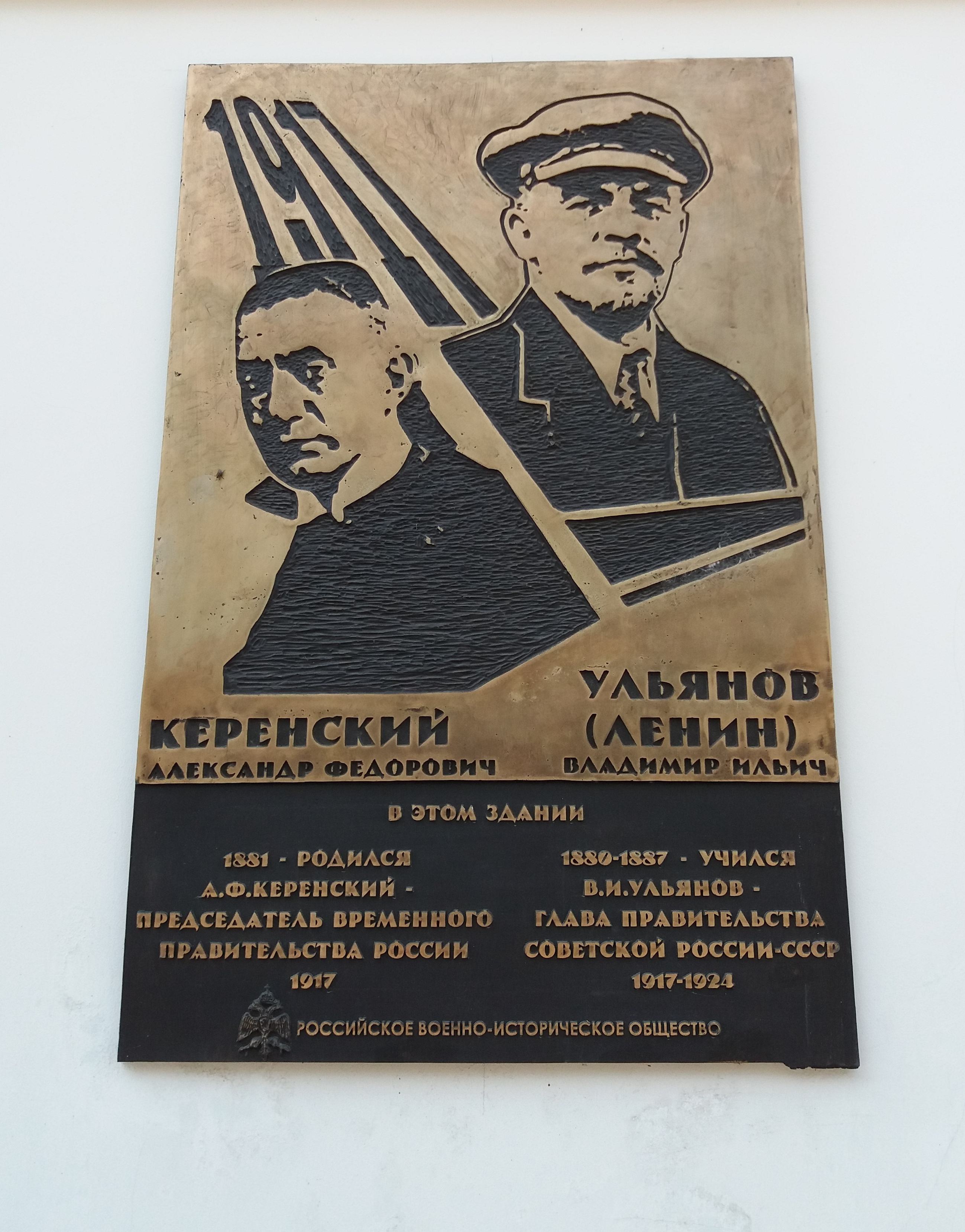
Мемориальная доска Керенскому и Ленину.
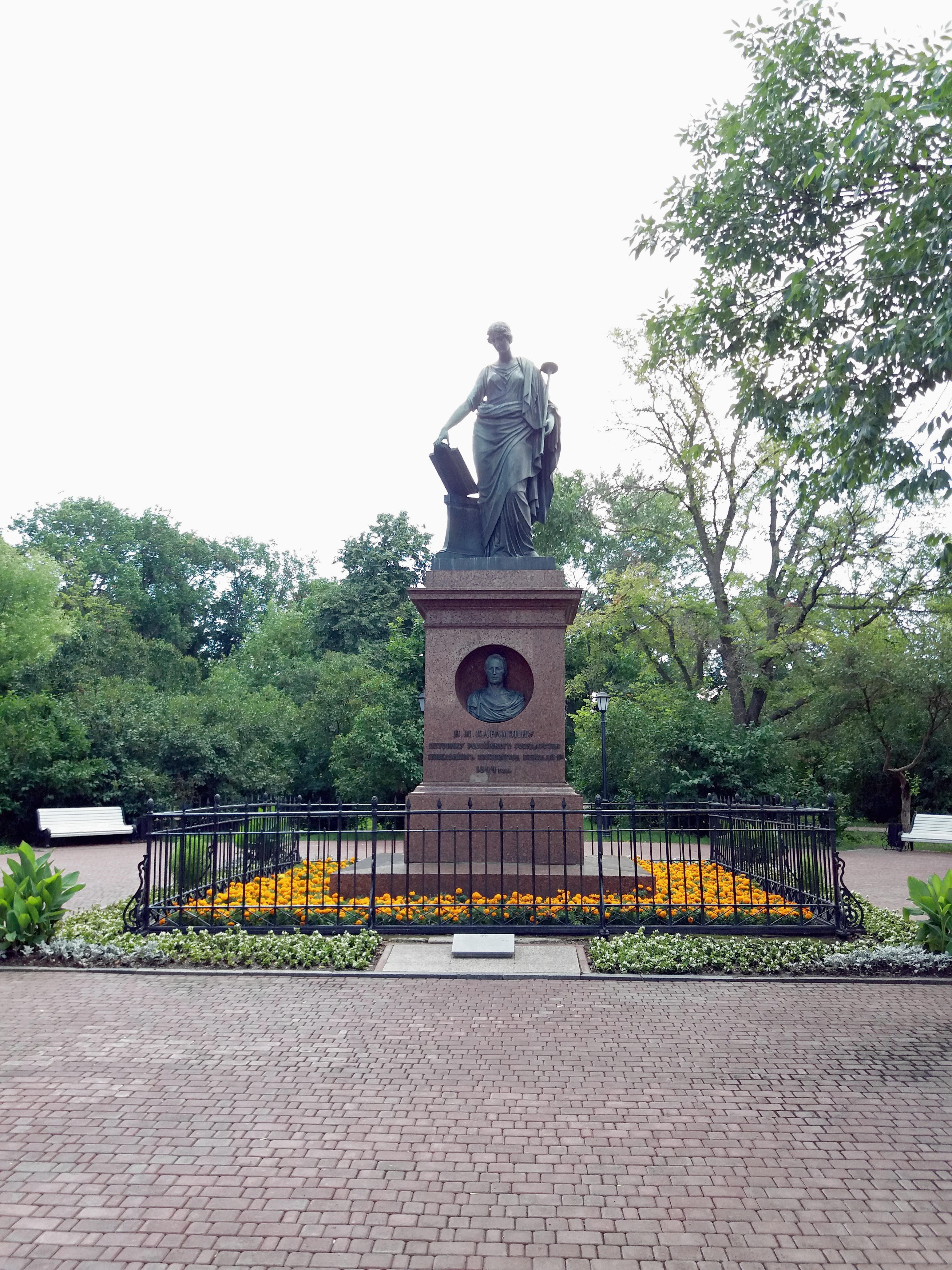
Памятник Н. М. Карамзину перед старым зданием гимназии.

## Гимназия в филателии

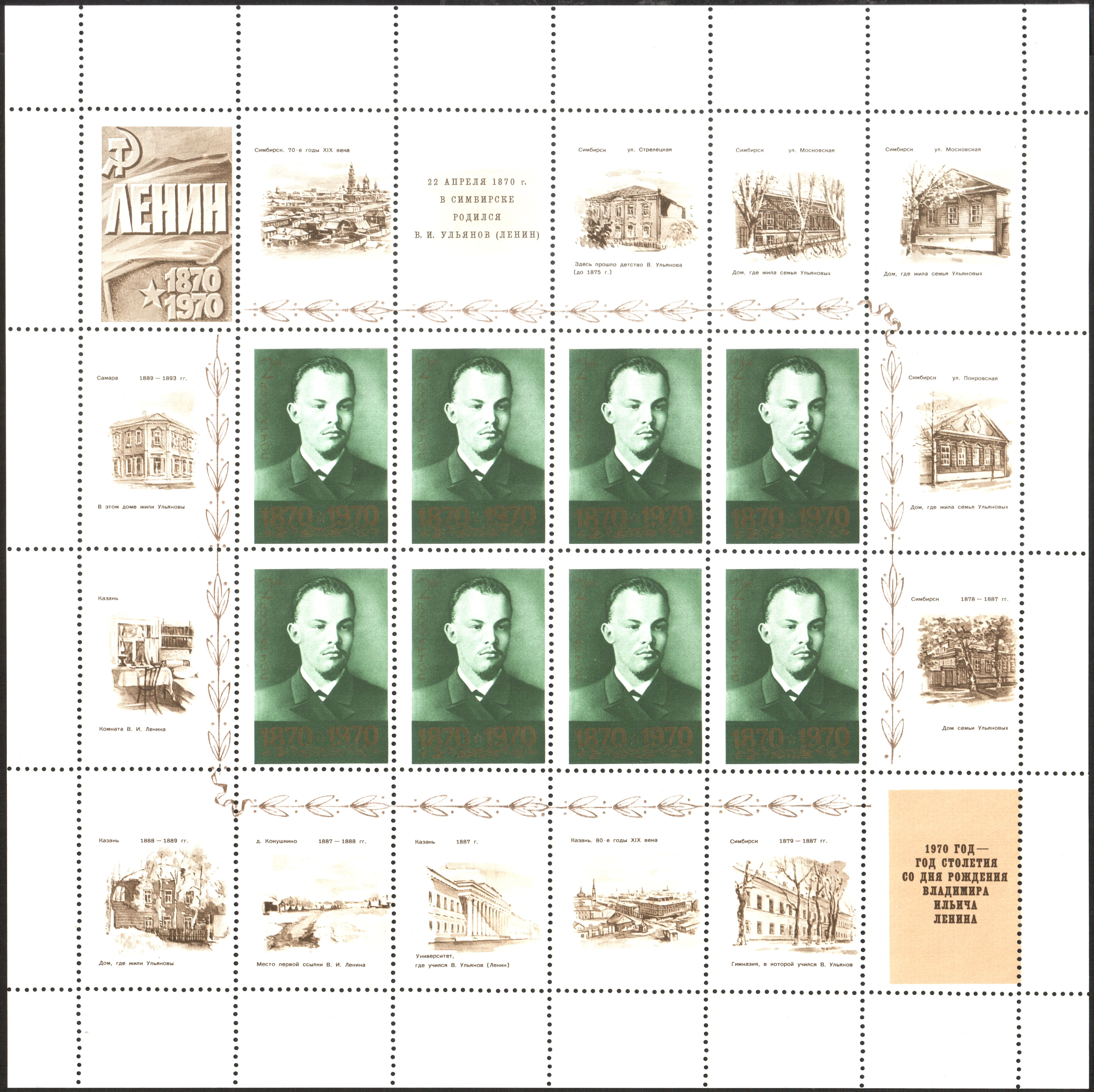
Малый лист. Почта СССР, 1970 г. На одном из купонов — Гимназия, в которой учился В. Ульянов (Симбирск, 1879—1887).

- Малый лист. Почта СССР, 1970 г. На одном из купонов — Гимназия, в которой учился В. Ульянов (Симбирск, 1879—1887).В 1966 году Министерство связи СССР выпустило художественный маркированный конверт — из серии «По ленинским местам». «Ульяновск. Бывшая мужская гимназия, в которой с 1879 по 1887 гг. учился Володя Ульянов»[116].
- В 1969 году Министерство связи СССР выпустило художественный маркированный конверт — «Ульяновск. Бывшая мужская гимназия, в которой с 1879 по 1887 гг. учился Володя Ульянов» — Спецгашение «100 лет со дня рождения Ленина. Ульяновск»[117].
- В 2004 году Министерство связи России выпустило художественный маркированный конверт — «Ульяновск. Школа-гимназия № 1»[118].
- В 2009 году Министерство связи России выпустило художественный маркированный конверт — «Ульяновск. Гимназия № 1. 200 лет»[119].ХМК РФ, 2009. Ульяновск. 200 лет Гимназии № 1
- Марка СССР, 1970 г.: Портрет Ленина по фото И. А. Шарыгина (1891) и 16 купонов «Детские и юношеские годы». Серия: К 100-летию со дня рождения Владимира Ильича Ленина (1870—1924). На одном из купонов — Гимназия, в которой учился В. Ульянов (Симбирск, 1879—1887).

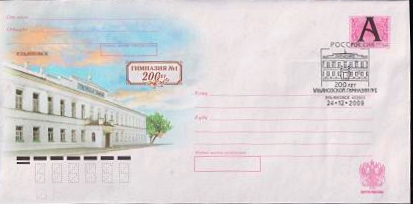
ХМК РФ, 2009. Ульяновск. 200 лет Гимназии № 1.
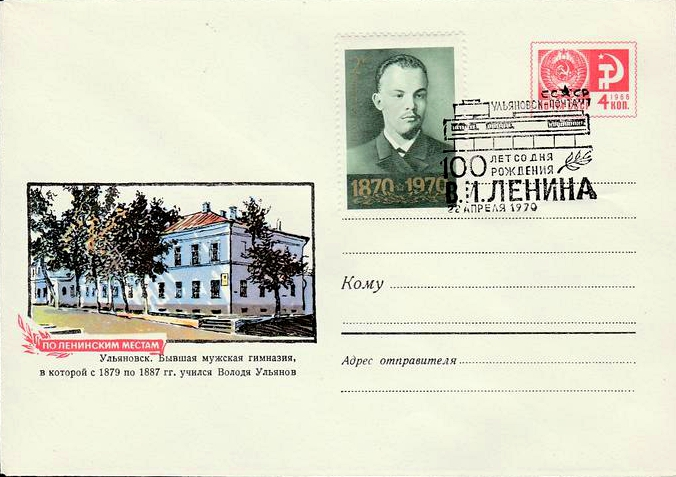
ХМК СССР, 1970 г. Ульяновск, гимназия. СГ- «100 лет со дня рождения Ленина. Ульяновск».